# Promptuarium iconum insigniorum
Promptuarium iconum insigniorum (полностью — Promptuarii iconum insigniorum à seculo hominum, subiectis eorum vitis, per compendium ex probatissimis autoribus desumptis, приблизительный перевод с латыни: «Собрание изображений примечательных в миру людей, с добавлением их жизнеописаний, взятых в сокращённом виде из лучших авторов») — сборник гравюр, изданный Гийомом Руйе в Лионе в 1553 году.
В книге содержится около 950 портретов исторических личностей, выполненных методом ксилографии в форме медалей; среди них — персонажи Библии, античной и средневековой истории, начиная с Адама и Евы. В предисловии Руйе с похвалой отозвался о своей книге и отметил, что украсил свою латынь греческими выражениями, пусть и не всегда грамматически точными. В 1581 году он переиздал книгу на французском языке под названием «Promptuaire des médailles des plus renommées personnes qui ont esté depuis le commencement du monde: avec brieve description de leurs vies & faicts, recueillie des bons auteurs».
Джулиан Шарман пишет в книге «Библиотека Марии, королевы шотландской», что Promptuarium «не представляет большого нумизматического интереса», но признаёт, что сборник считается «одним из чудес ранней ксилографии».

## Галерея

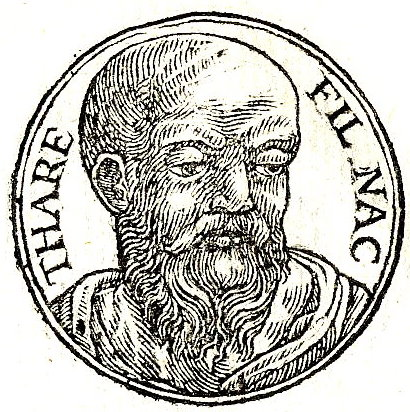
Фарра
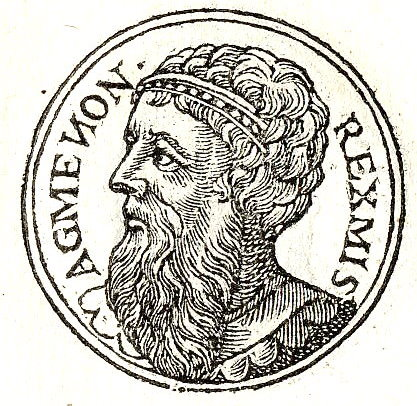
Агамемнон
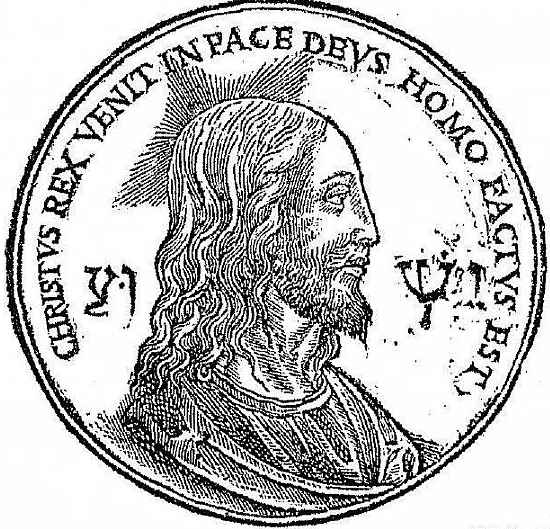
Иисус Христос
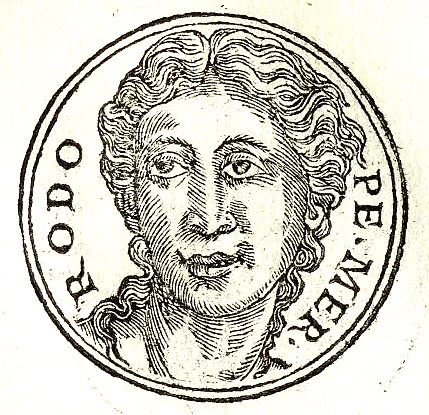
Родопа
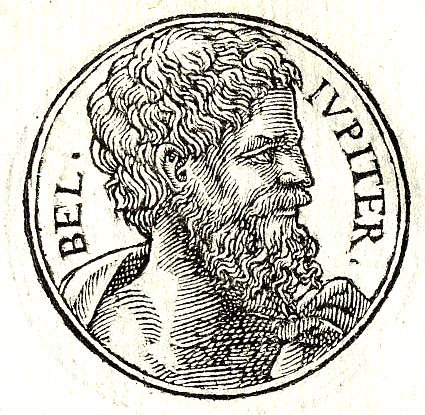
Бел[англ.]
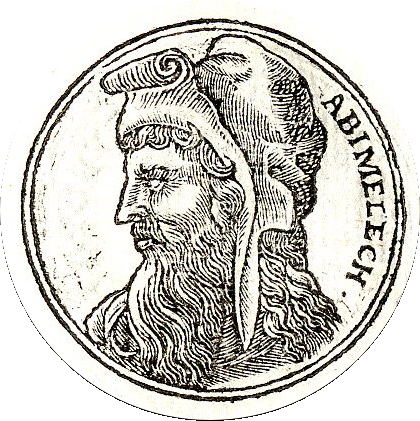
Авимелех
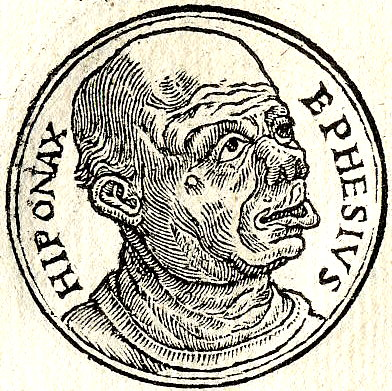
Гиппонакт
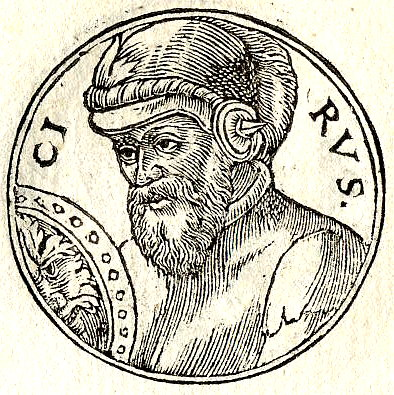
Кир II Великий
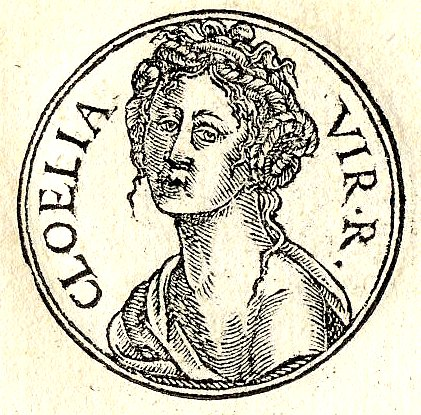
Клелия
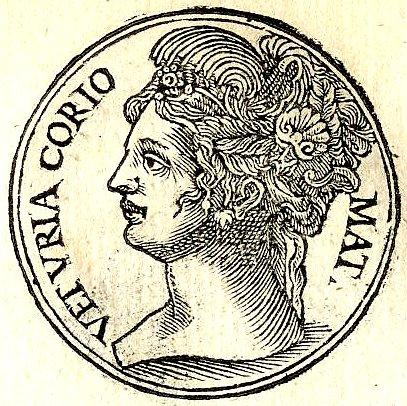
Ветурия
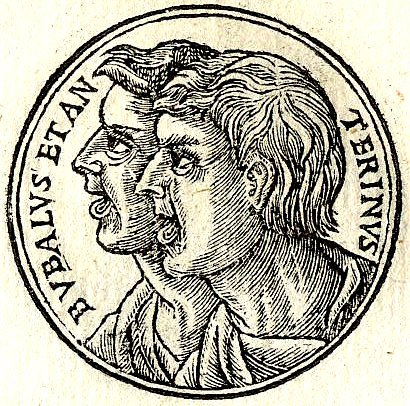
Бупал и Афинида[англ.]
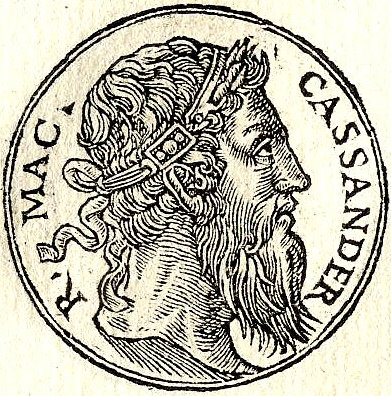
Кассандр
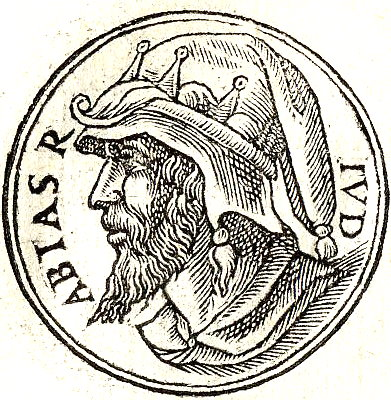
Авия
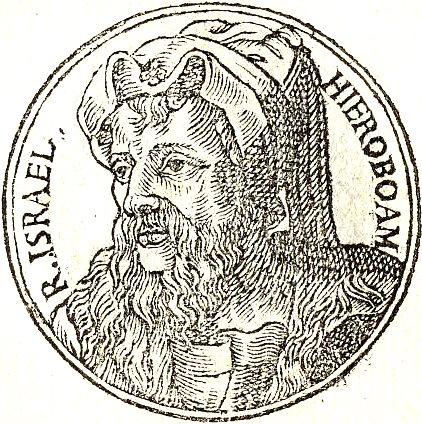
Иеровоам I
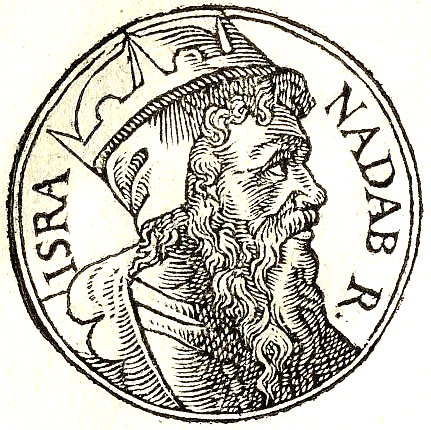
Нават
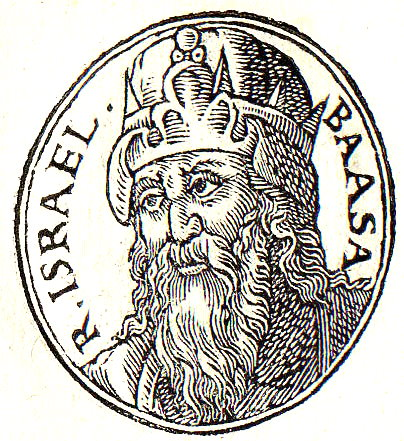
Вааса
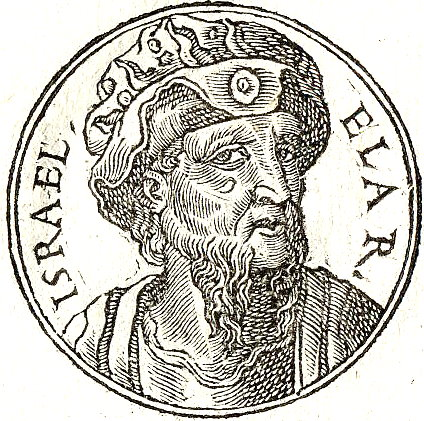
Ила
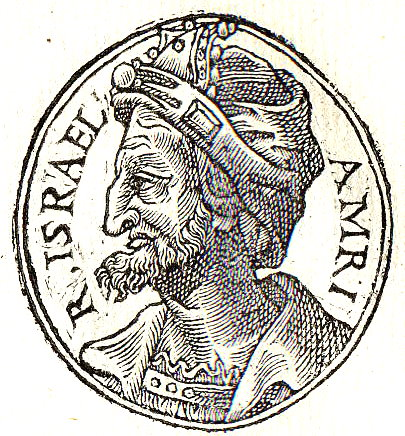
Амврий
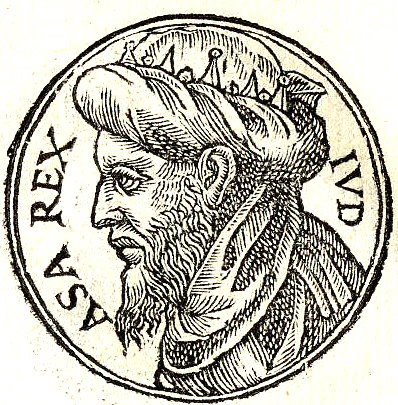
Аса
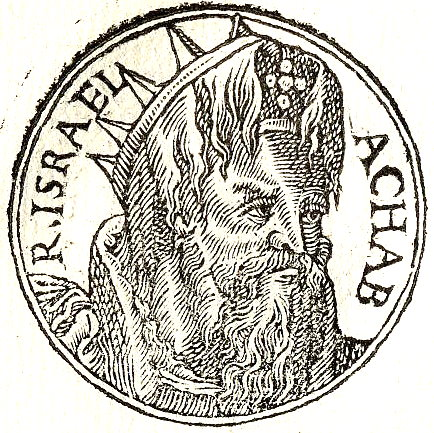
Ахав
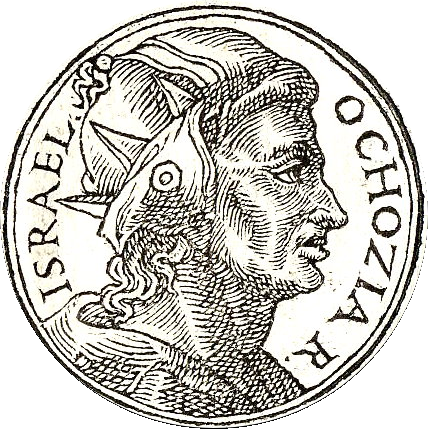
Охозия (Израиль)
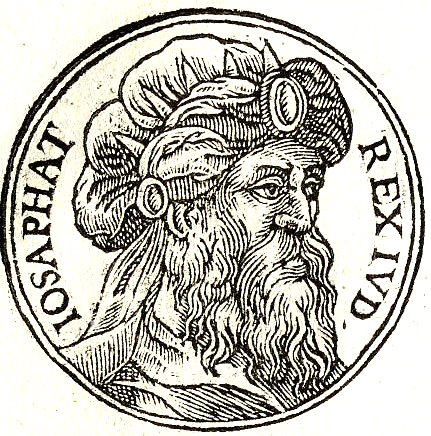
Иосафат
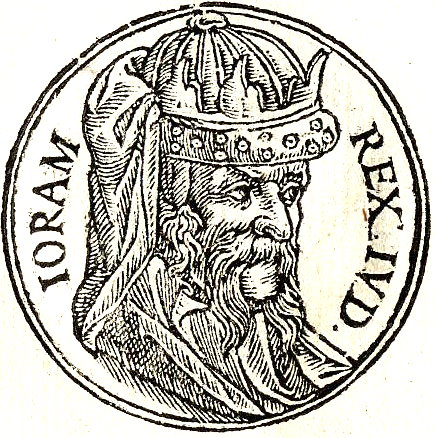
Иорам (Иудея)
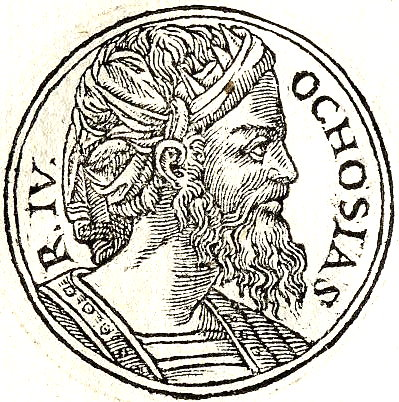
Охозия (Иудея)
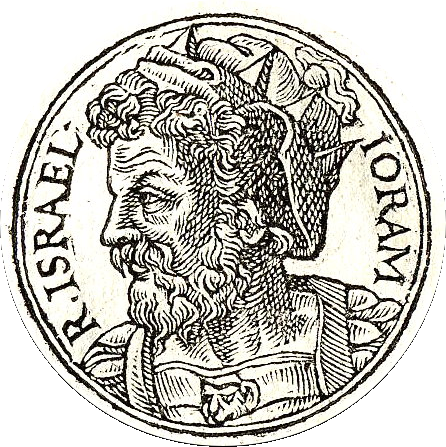
Иорам (Израиль)
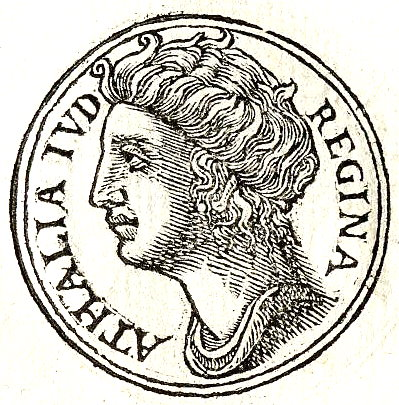
Гофолия
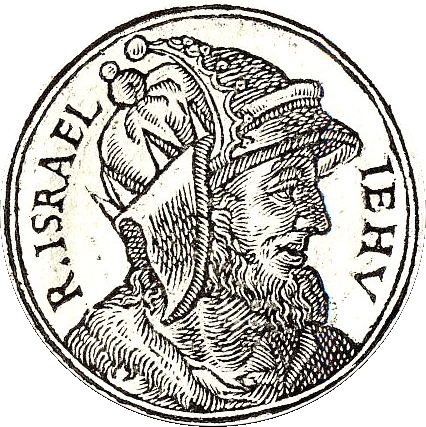
Ииуй
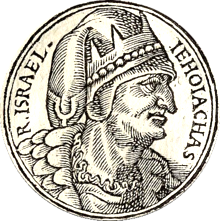
Иоахаз (Израиль)
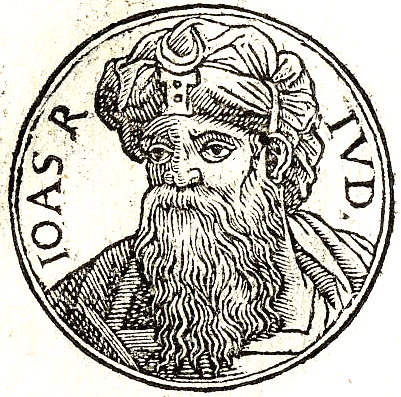
Иоас (Иудея)
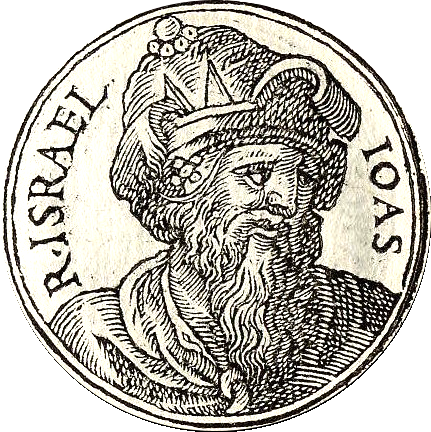
Иоас (Израиль)
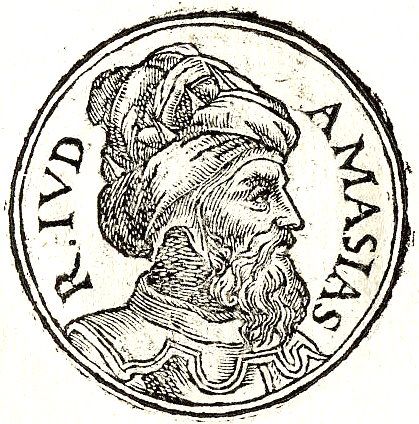
Амасия (Иудея)
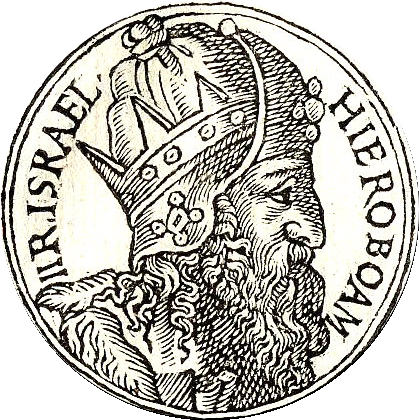
Иеровоам II
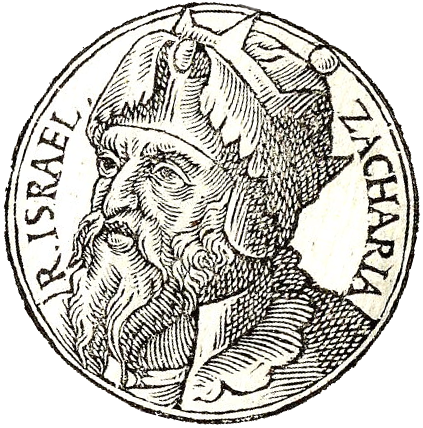
Захария (Израиль)
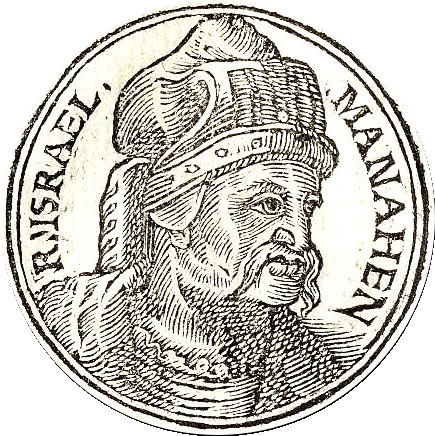
Менахем
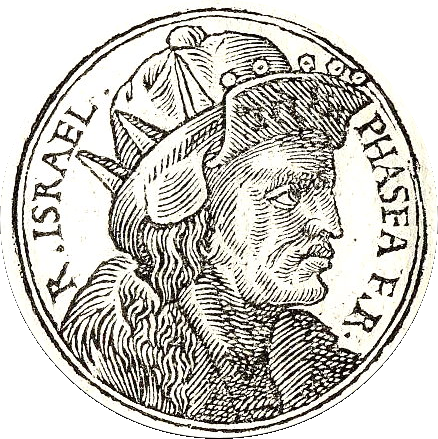
Факия (Израиль)
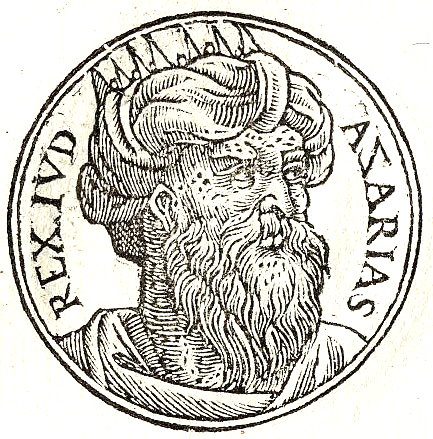
Озия
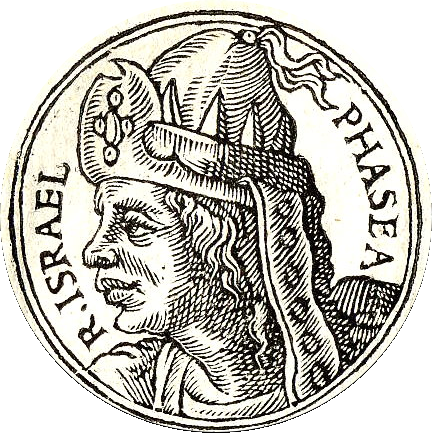
Факей
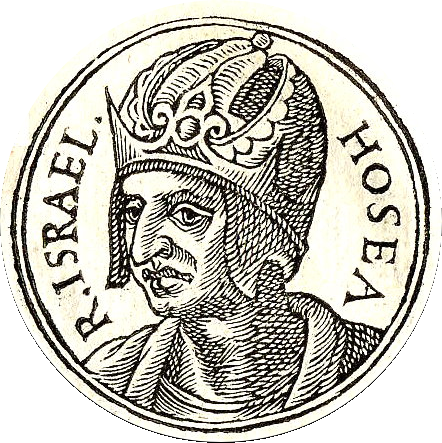
Осия (Израиль)
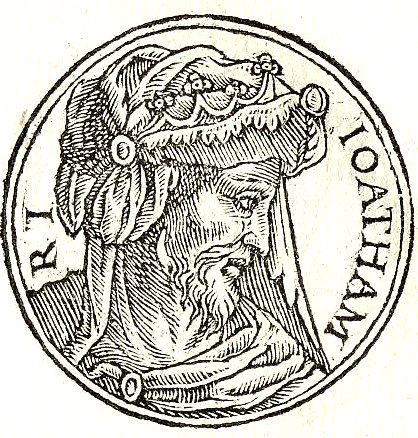
Иоафам
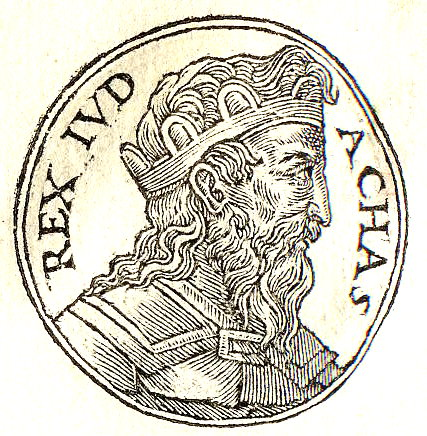
Ахаз
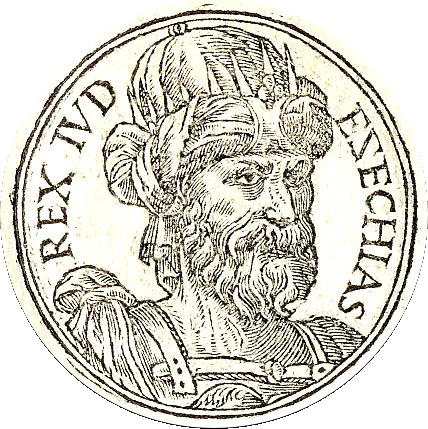
Езекия
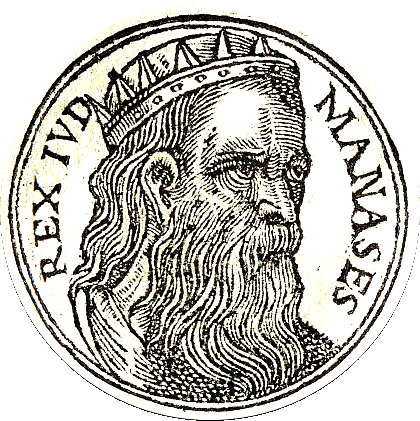
Манассия (Иудея)
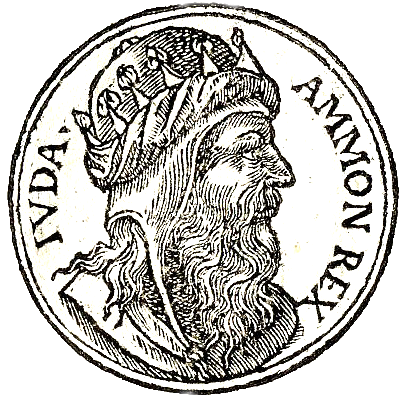
Амон (Иудея)
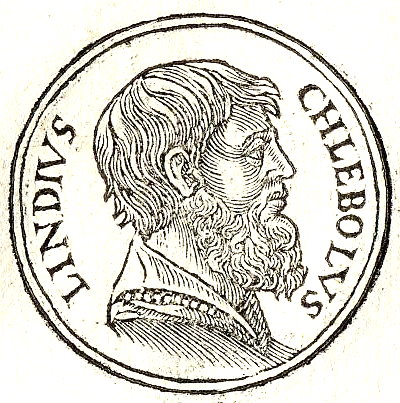
Клеобул
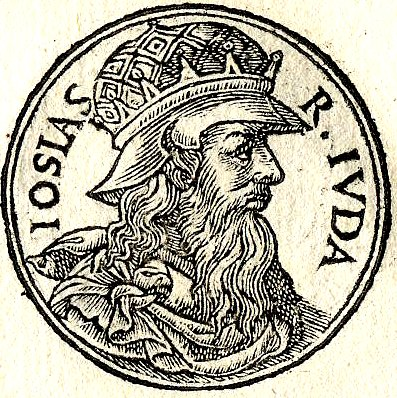
Иосия
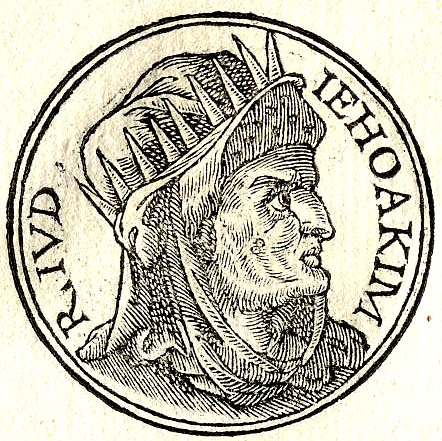
Иоаким (Иудея)
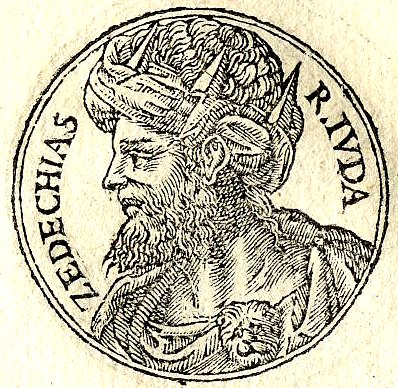
Седекия
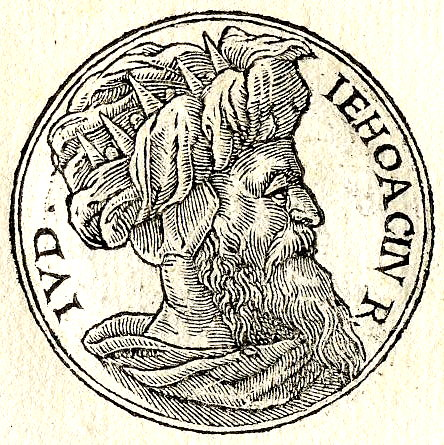
Иехония
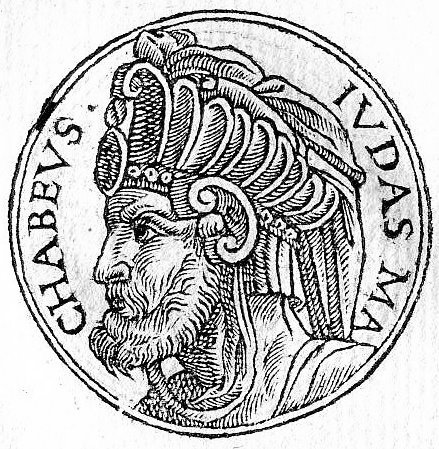
Иуда Маккавей
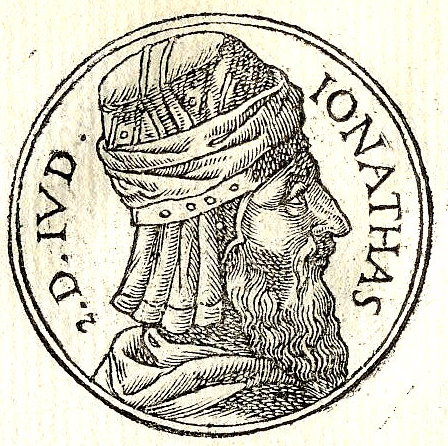
Ионатан Хасмоней
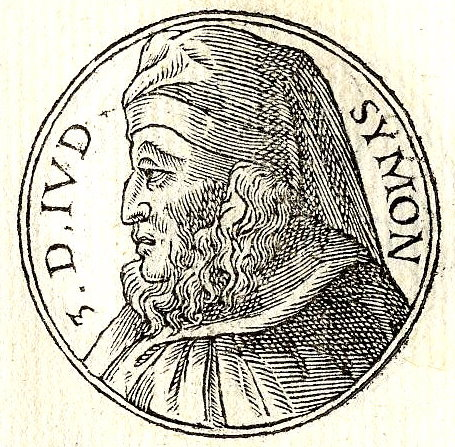
Симон Хасмоней
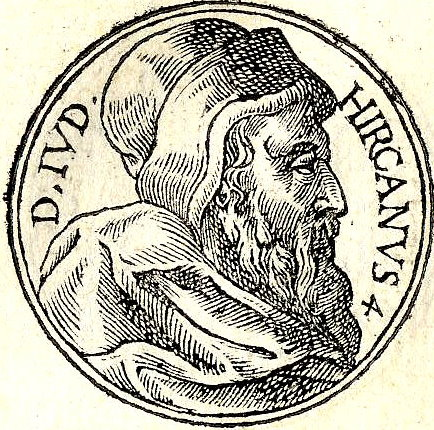
Иоанн Гиркан I
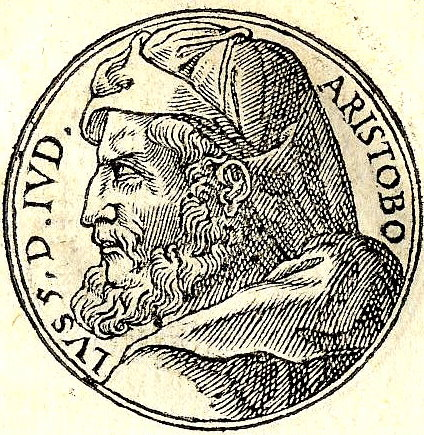
Аристобул I
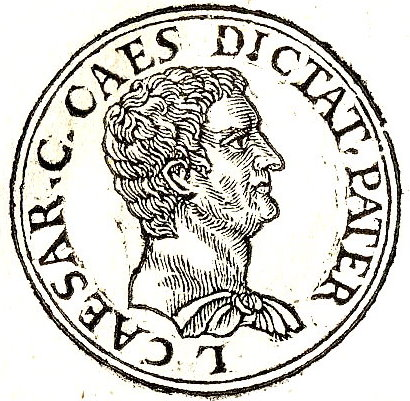
Гай Юлий Цезарь Старший
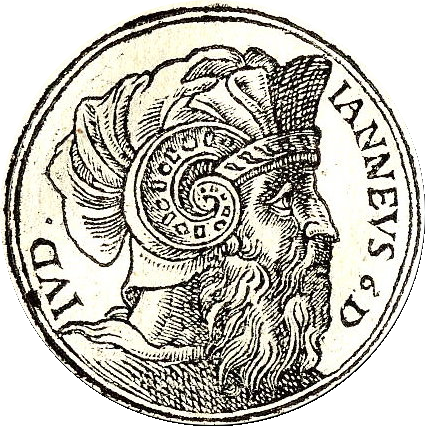
Александр Яннай
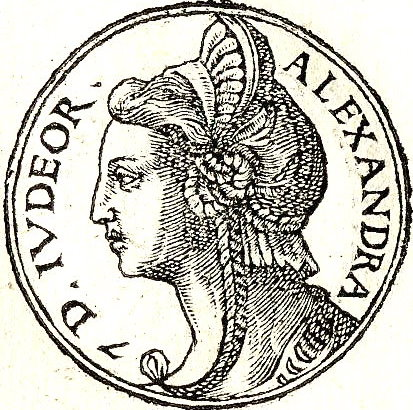
Саломея Александра
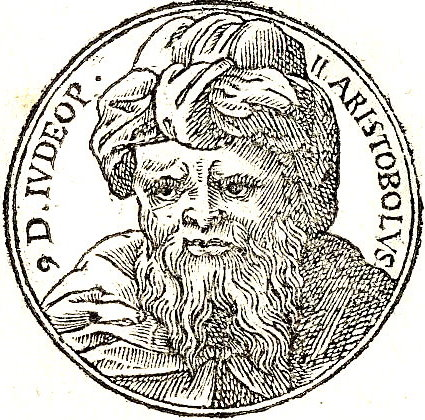
Аристобул II
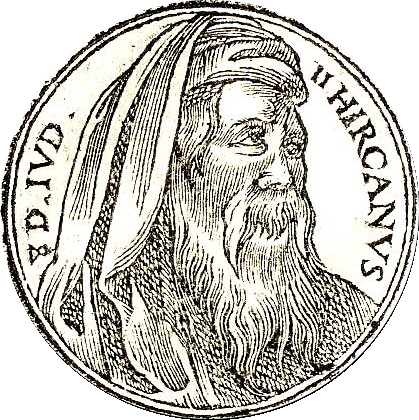
Иоанн Гиркан II
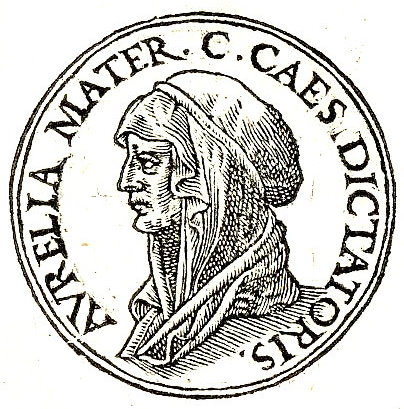
Аврелия
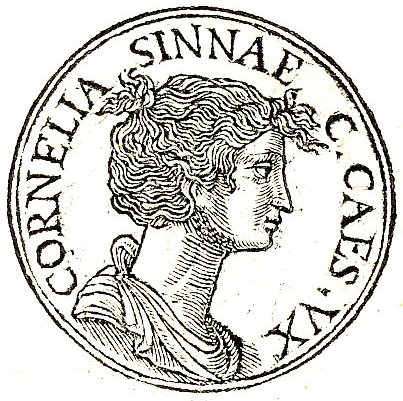
Корнелия Цинилла
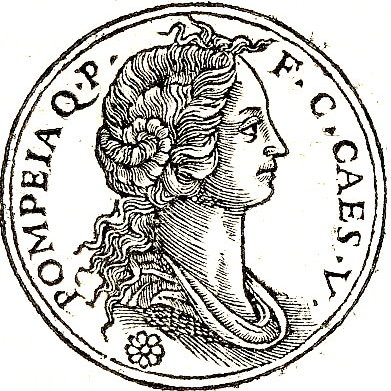
Помпея Сулла
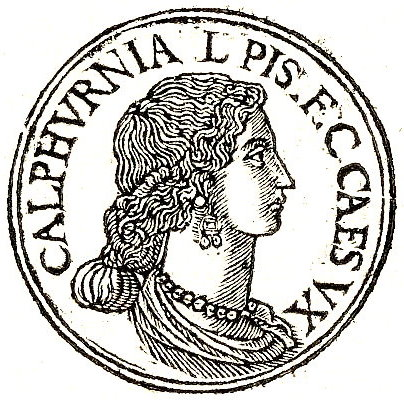
Кальпурния
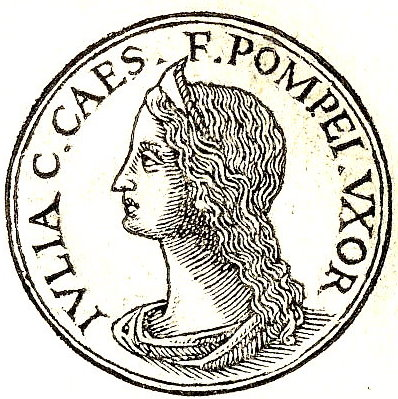
Юлия
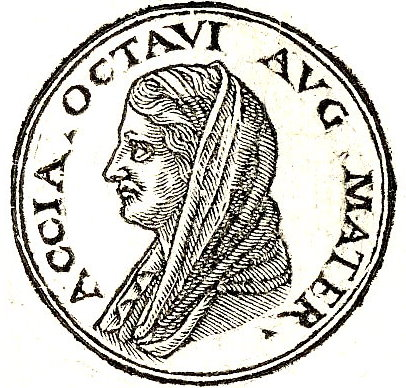
Атия
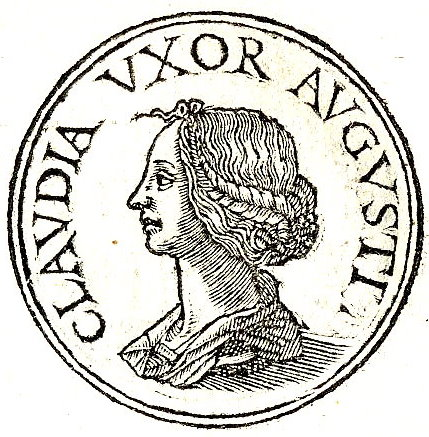
Клодия Пульхра
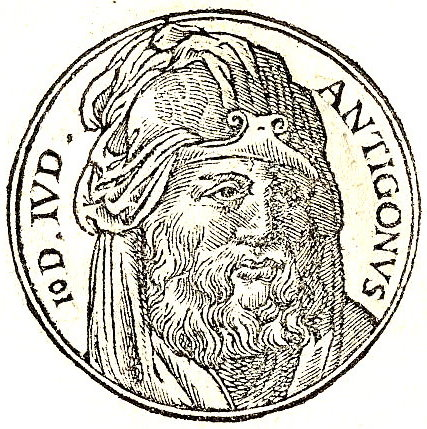
Антигон II
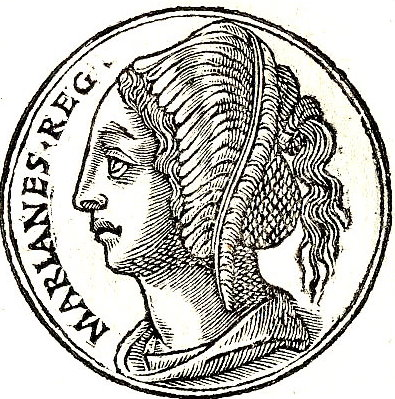
Мариамна
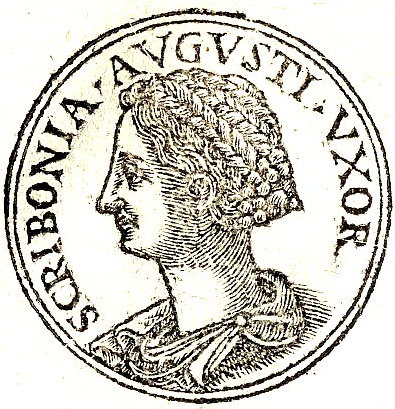
Скрибония
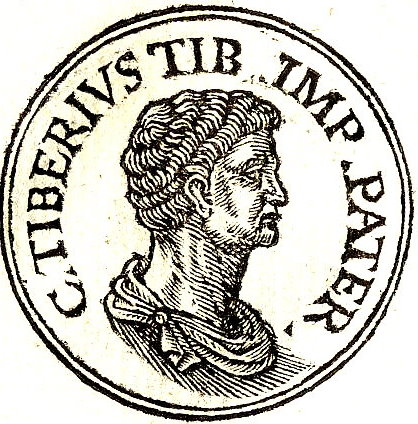
Тиберий Клавдий Нерон
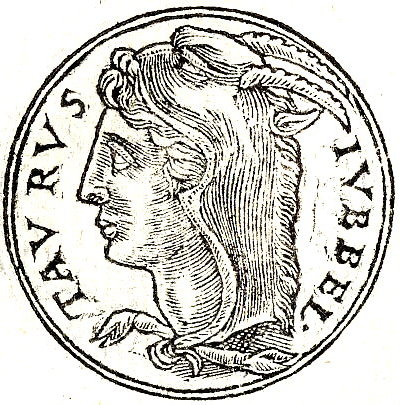
Тит Статилий Тавр
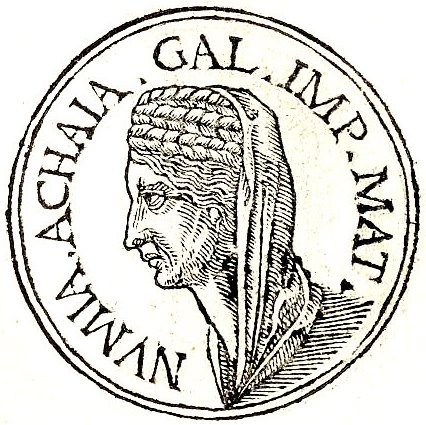
Муммия Ахаика
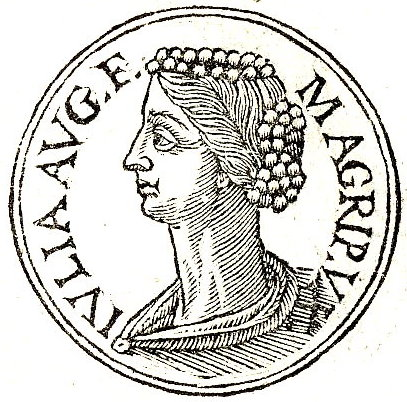
Юлия Старшая
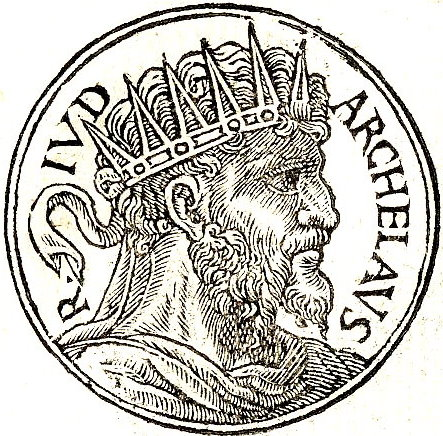
Ирод Архелай
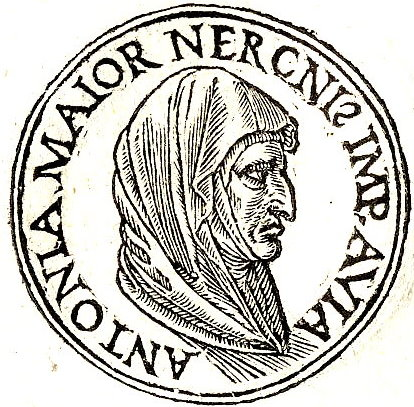
Антония Старшая
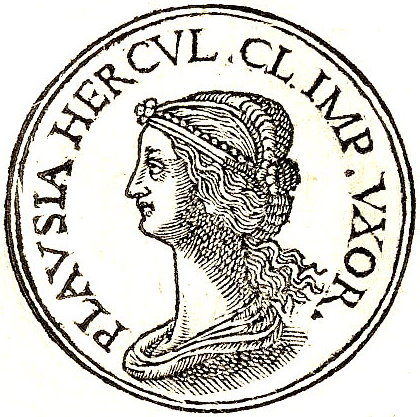
Плавтия Ургуланилла
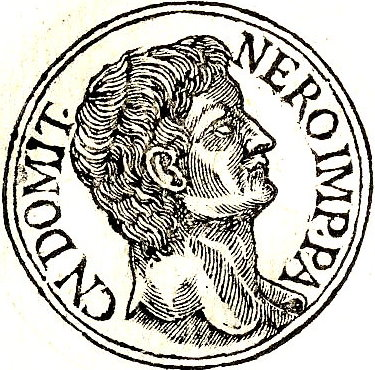
Гней Домиций Агенобарб
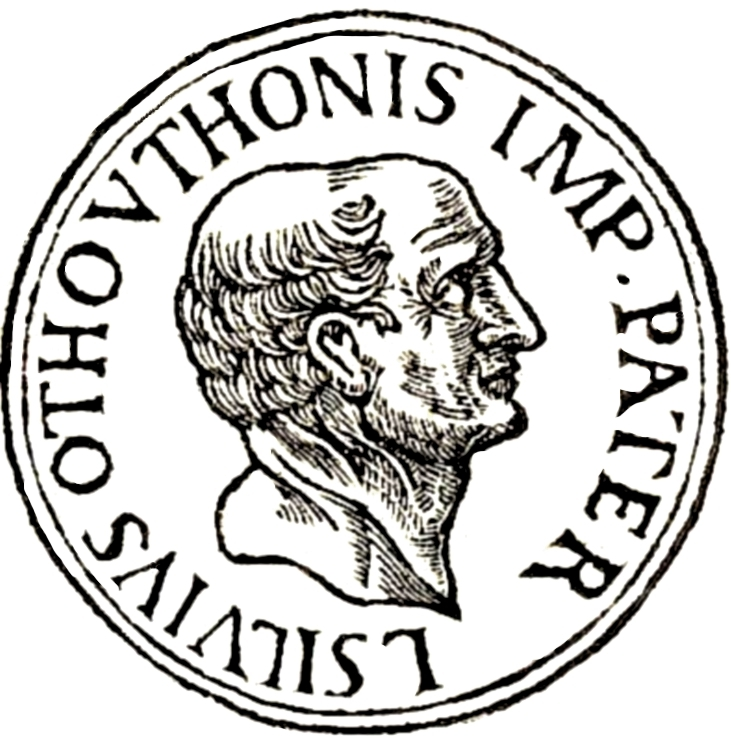
Луций Сальвий Отон
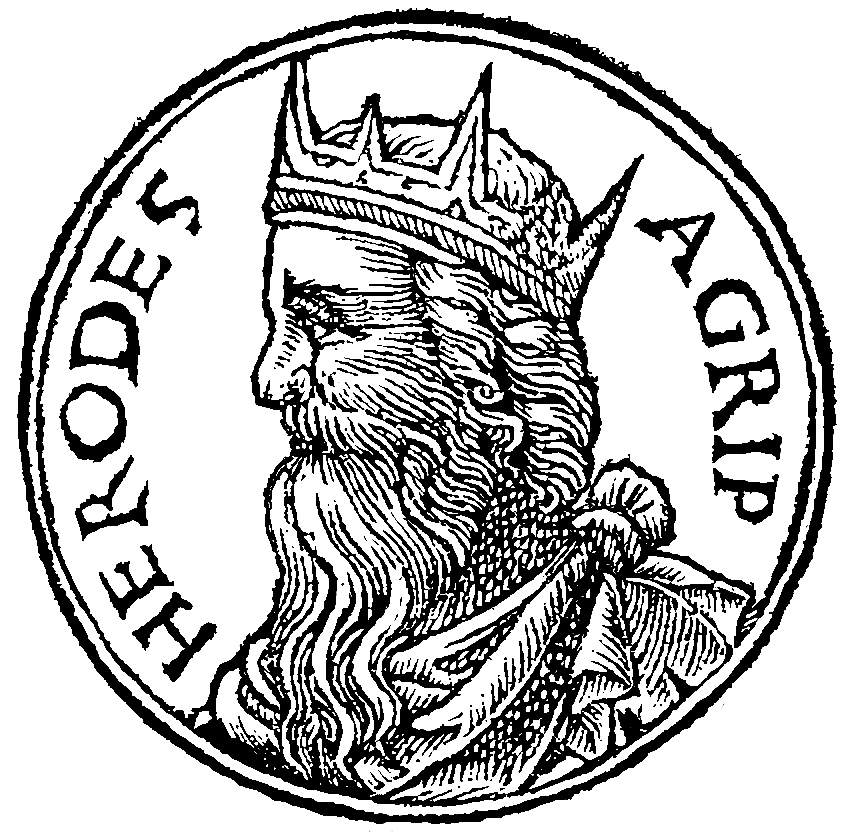
Ирод Агриппа I
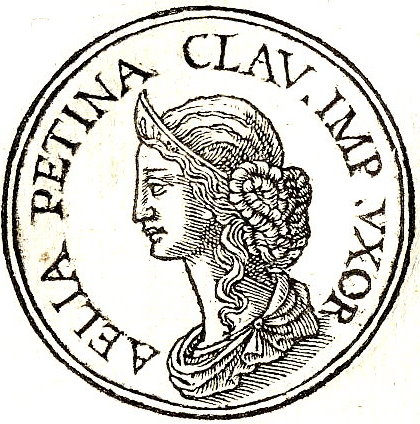
Элия Петина
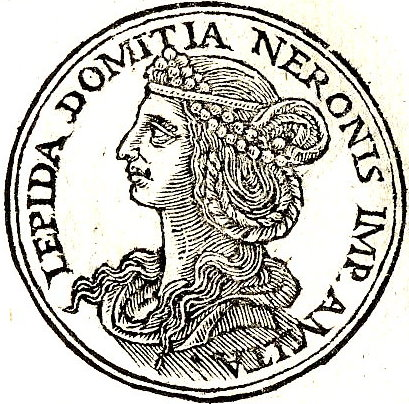
Домиция Лепида Старшая
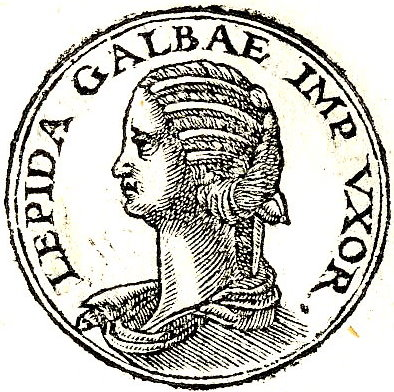
Эмилия Лепида
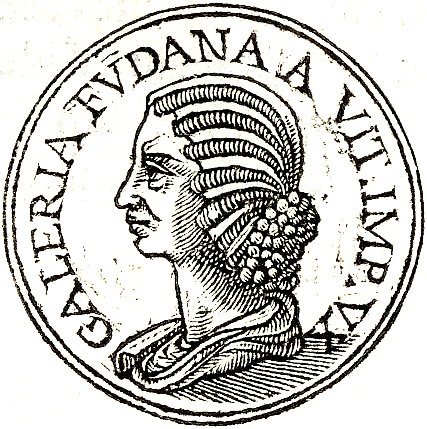
Галерия Фундана
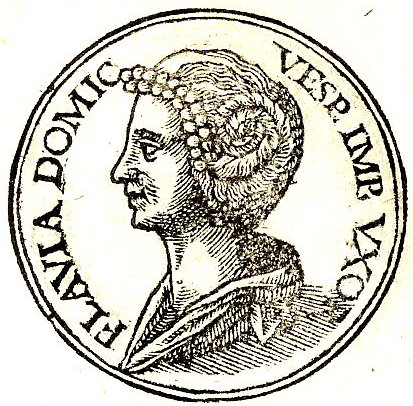
Флавия Домицилла Старшая
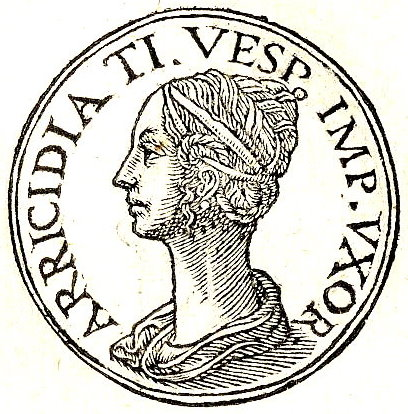
Аррецина Тертулла
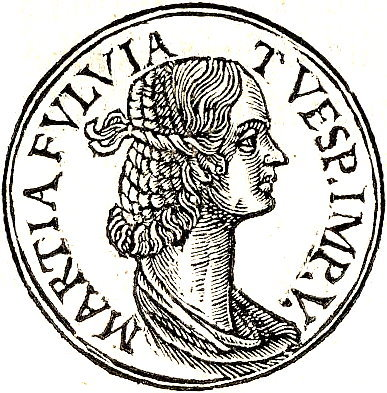
Марция Фурнилла
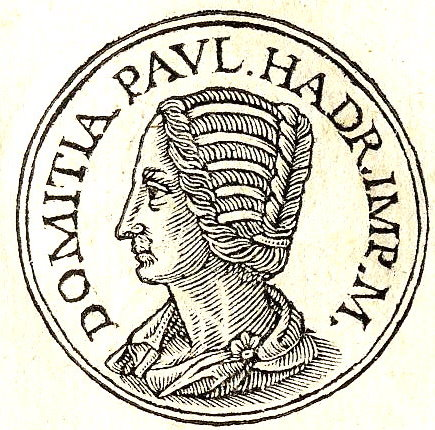
Домиция Паулина
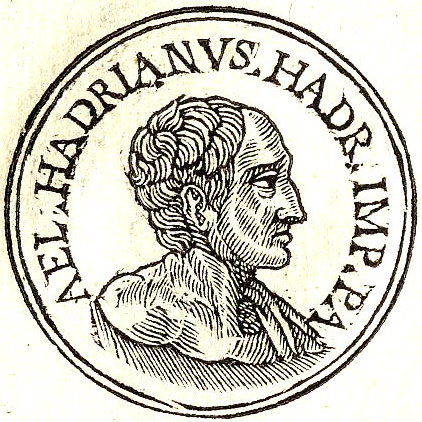
Публий Элий Адриан Афр
Ирод Агриппа II
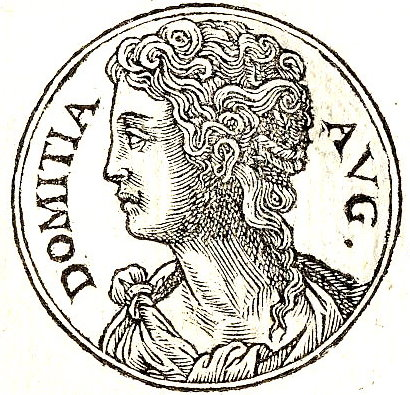
Домиция Лонгина
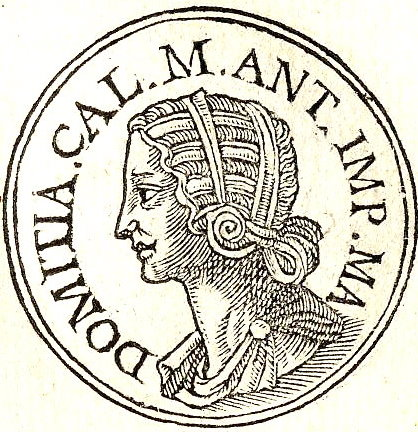
Домиция Луцилла
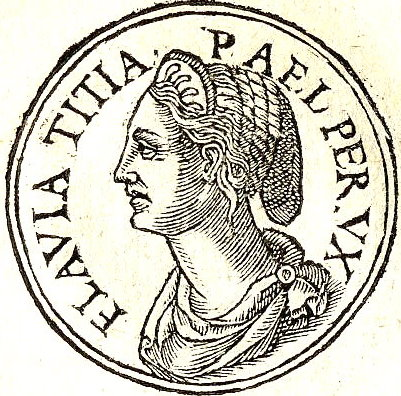
Флавия Тициана
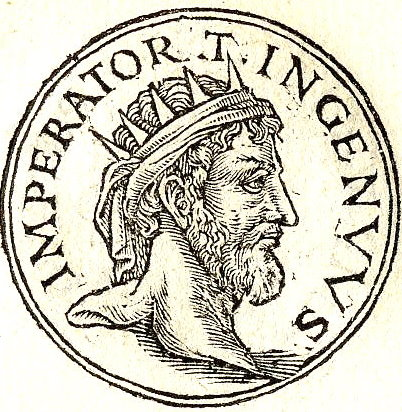
Ингенуй
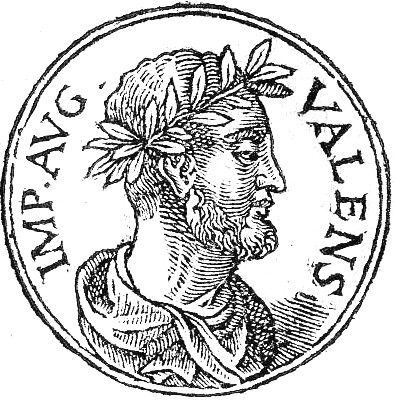
Валент Фессалоникийский
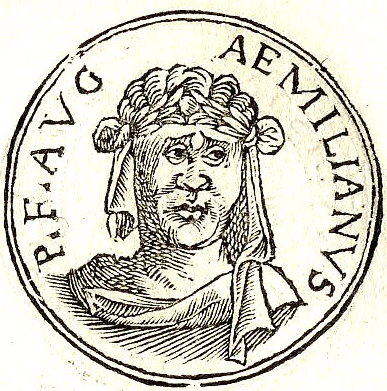
Луций Муссий Эмилиан
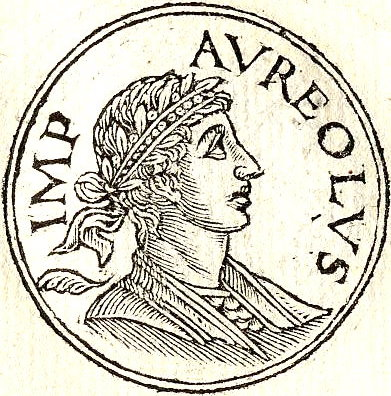
Авреол
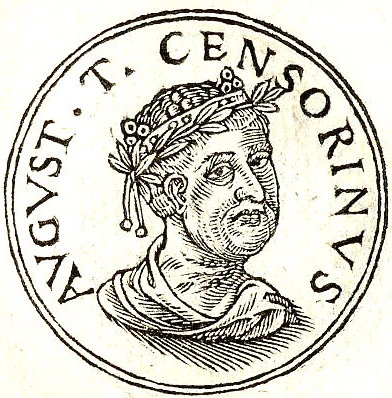
Цензорин
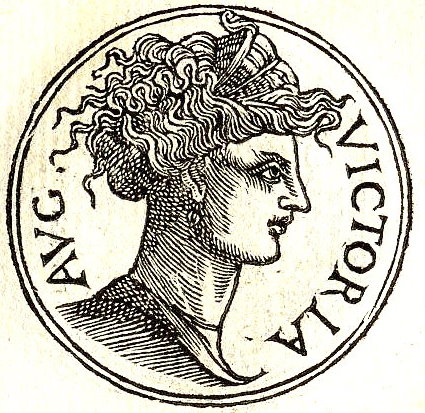
Виктория
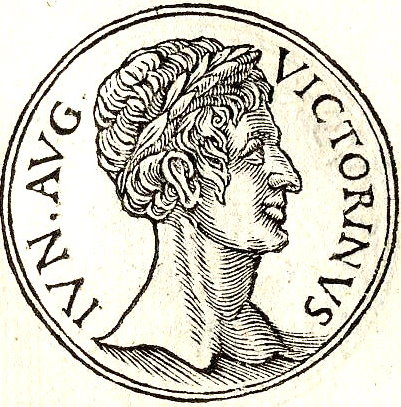
Викторин
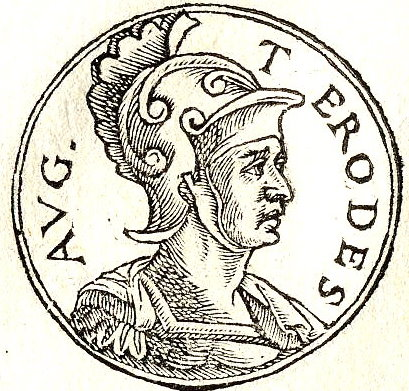
Герод
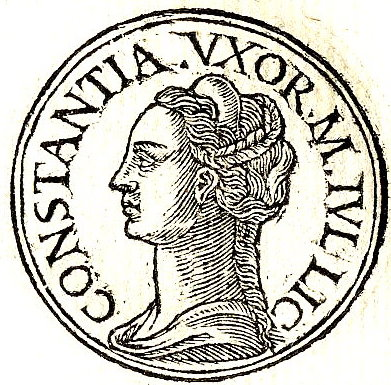
Флавия Юлия Констанция
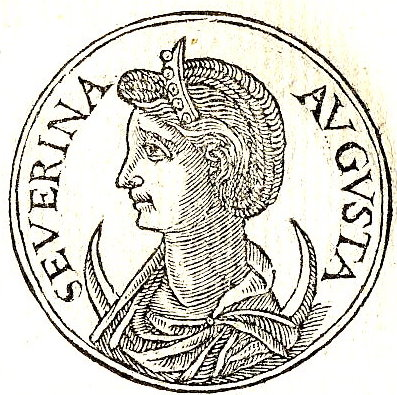
Марина Севира
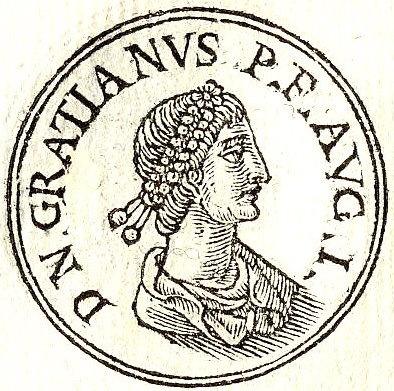
Грациан
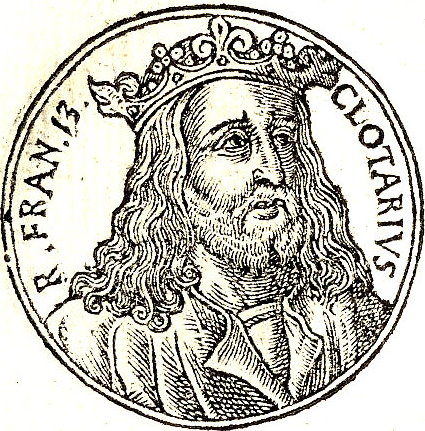
Хлотарь III
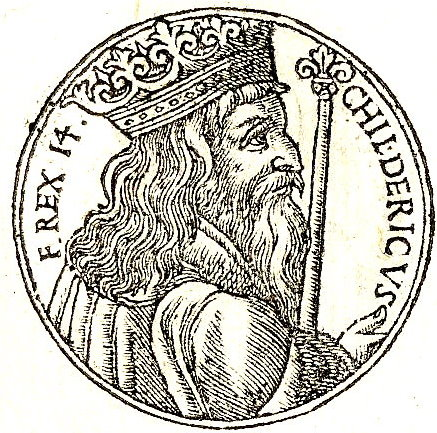
Хильдерик II
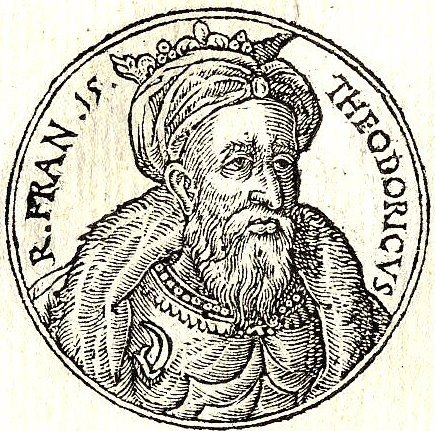
Теодорих III
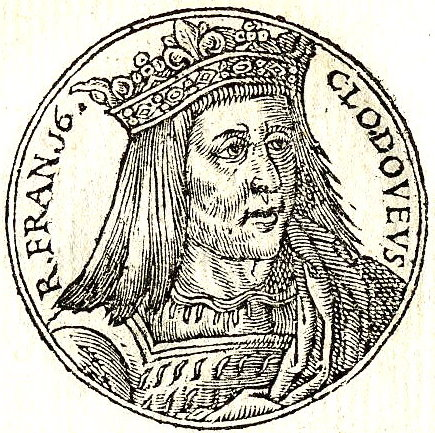
Хлодвиг IV
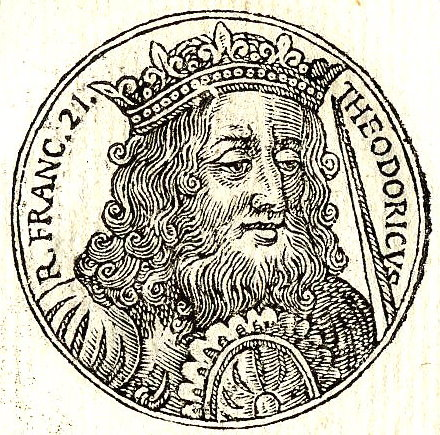
Теодорих IV
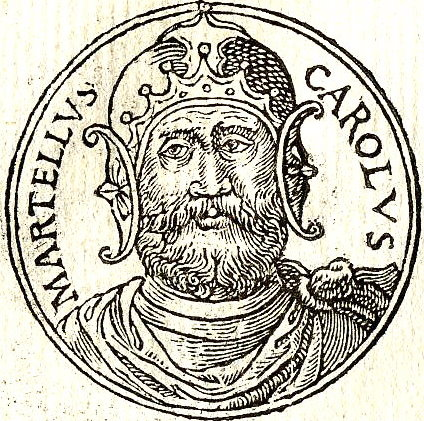
Карл Мартелл
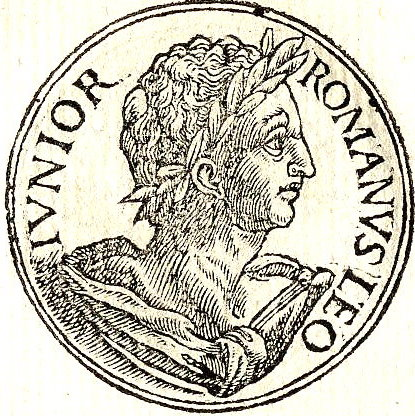
Роман II
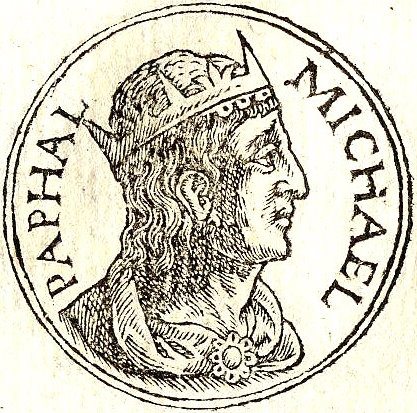
Михаил IV Пафлагонский
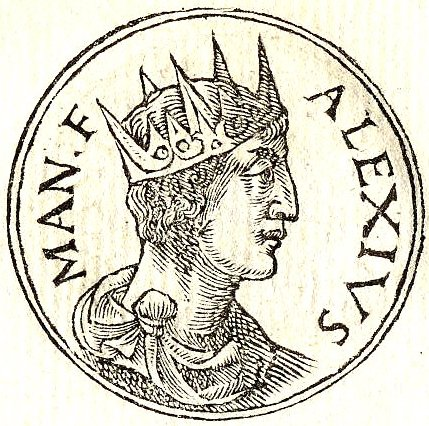
Алексей II Комнин
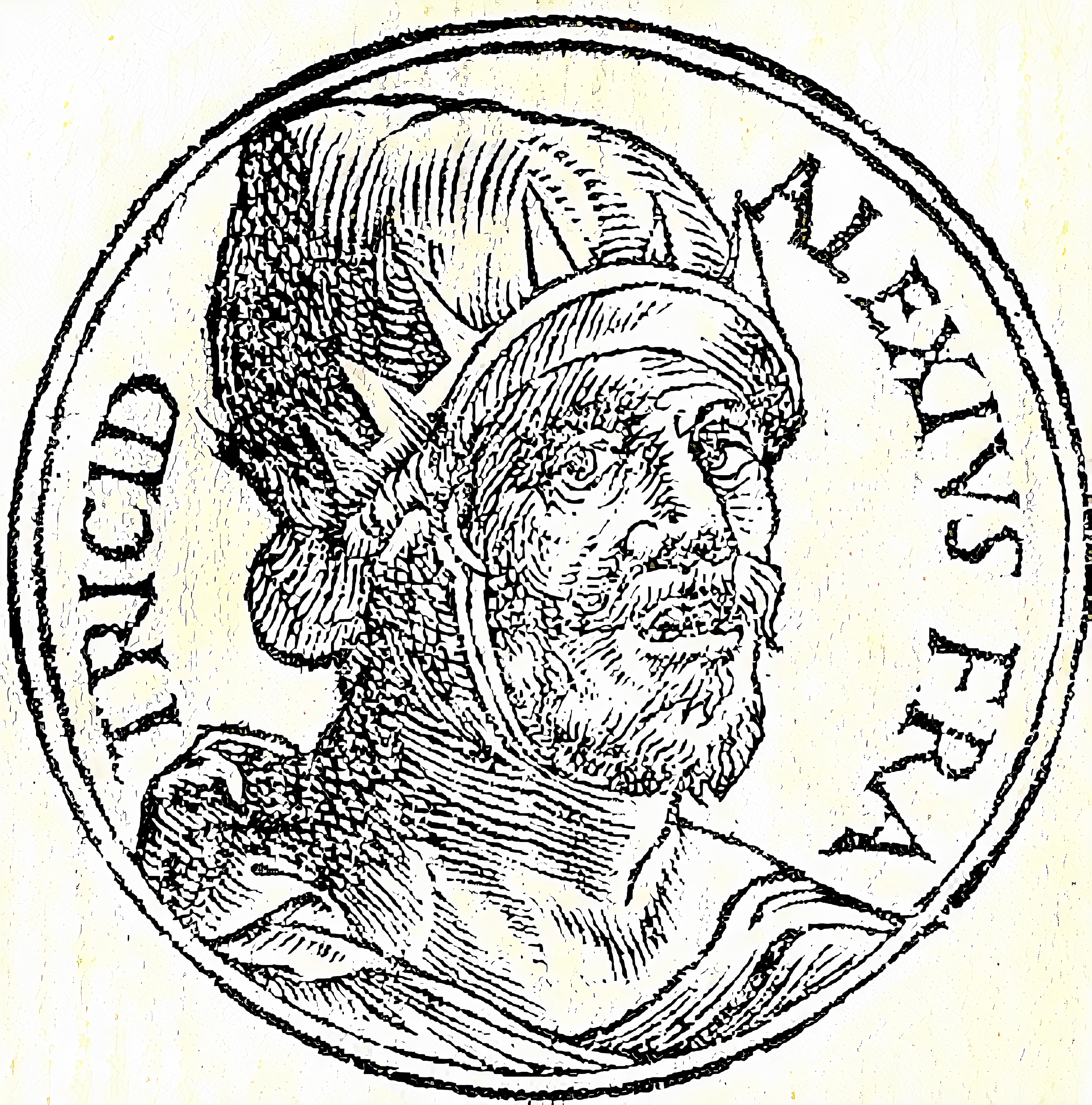
Алексей III Ангел
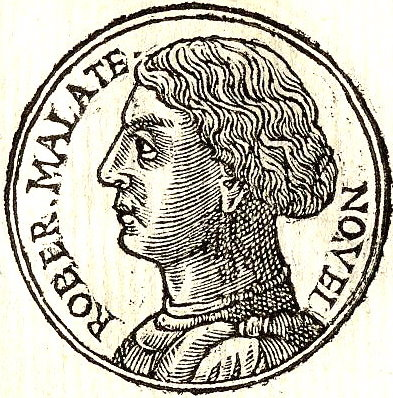
Роберто Малатеста
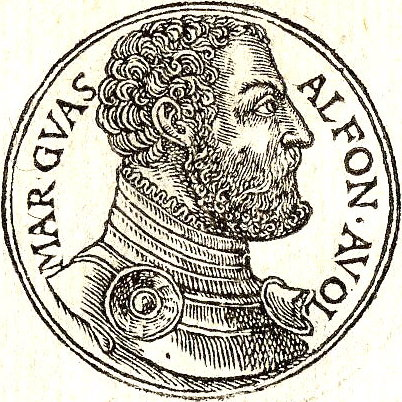
Альфонсо Д’Авалос
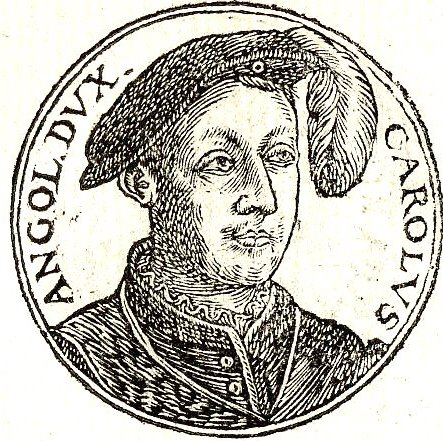
Карл II Орлеанский